# Zvečava
Zvečava este un sat din comuna Kotor, Muntenegru. Conform datelor de la recensământul din 2003, localitatea are 7 locuitori (la recensământul din 1991 erau 33 de locuitori).

## Demografie
În satul Zvečava locuiesc 7 persoane adulte, iar vârsta medie a populației este de 69,2 de ani (68,3 la bărbați și 70,5 la femei). În localitate sunt 5 gospodării, iar numărul mediu de membri în gospodărie este de 1,40.
Populația localității este foarte eterogenă.
|  |

| Demografie | Demografie | Demografie |
| An         | Locuitori  | Locuitori  |
| ---------- | ---------- | ---------- |
|            |            |            |
|            |            |            |
|            |            |            |
|            |            |            |
| 1948       | 286        |            |
| 1953       | 288        |            |
| 1961       | 221        |            |
| 1971       | 136        |            |
| 1981       | 107        |            |
| 1991       | 33         | 33         |
| 2003       | 7          | 7          |

| \| Componența etnică conform recensământului din 2003[2] \| Componența etnică conform recensământului din 2003[2] \| Componența etnică conform recensământului din 2003[2] \| Componența etnică conform recensământului din 2003[2] \| Componența etnică conform recensământului din 2003[2] \| \| ----------------------------------------------------- \| ----------------------------------------------------- \| ----------------------------------------------------- \| ----------------------------------------------------- \| ----------------------------------------------------- \| \| \| \| \| \| \| \| Muntenegreni \| Muntenegreni \| \| 4 \| 57,14% \| \| Sârbi \| Sârbi \| \| 3 \| 42,85% \| \| necunoscută \| necunoscută \| \| 0 \| 0% \| |              |  |   |        |
| Componența etnică conform recensământului din 2003 |              |  |   |        |
| |              |  |   |        |
| Muntenegreni | Muntenegreni |  | 4 | 57,14% |
| Sârbi | Sârbi        |  | 3 | 42,85% |
| necunoscută | necunoscută  |  | 0 | 0%     |